# John Scott Russell
Pour les articles homonymes, voir Russell.
John Scott Russell né le 9 mai 1808 à Parkhead (Écosse) et mort le 8 juin 1882 à Ventnor, Île de Wight (Angleterre), est un ingénieur naval et mathématicien britannique, connu pour sa découverte de l'onde solitaire.

## Biographie
En 1834, Russell observa la formation, dans le Canal de l'Union qui relie Édimbourg à Forth-Clyde, d'une onde de forte amplitude générée par l'arrêt brusque d'une barge. Il suivit cette vague à cheval pendant plusieurs kilomètres et constata que sa forme et sa vitesse restaient inchangées durant sa propagation. 
Ses études minutieuses sur ce nouveau type d'onde hydrodynamique (soliton) sont rapportées en 1844 à la British Association for the Advancement of Science.
Des travaux complémentaires ont été réalisés, dans la seconde moitié du XIXe siècle, par les ingénieurs hydrodynamiciens Henry Bazin et Henry Darcy, sur le canal de Bourgogne, à proximité de Dijon . Il fallut attendre 1895 et le travail de deux mathématiciens hollandais Diederik Korteweg et Gustav de Vries pour disposer d'une interprétation mathématique du soliton hydrodynamique observé par Russell.